# Louis Uni
Pour les articles homonymes, voir Apollon (homonymie).
Louis Uni, dit « Apollon », né le 21 février 1862 à Marsillargues (Hérault) et mort le 19 octobre 1928 à Évreux, est un colosse de 1,90 m pour 120 kg, le premier « champion du monde de force ».

## Biographie
Louis est le troisième enfant de Jean Jacques Uni, agriculteur et d'Elisabeth Brémond.
À l'âge de 14 ans, en 1876, il s'échappe de chez ses parents pour rejoindre un cirque italien ambulant Caramagne à Lunel. Pendant un spectacle, la police l'arrête et le reconduit dans sa famille.
Il débute en 1887 aux Folies Bergère. Son entrée en scène est impressionnante, il écarte les barreaux de fer d’une grille derrière laquelle il est emprisonné ; on raconte, à ce sujet, que le forgeron chargé de redresser les barreaux remplaça ceux-ci par du fer forgé, plus proche de l’acier que du fer doux.
D’abord incapable de déformer le métal, Apollon, stimulé par les injonctions de sa frêle épouse, réussit au prix d’un prodigieux effort à se frayer un passage à travers la grille.
Son père meurt en 1888. Divorcé d'un premier mariage, Louis Uni épouse en secondes noces Maria Reboul, le mariage est célébré le 17 mars 1894, à Marsillargues.
En 1897, à Lille, Louis Uni arracha quatre poids de commerce tenu par l’anneau dans une seule main (poids total 86 kg), il devait réussir la même charge à la volée d’un bras.

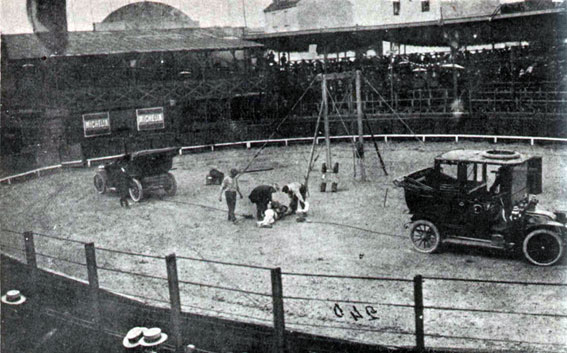
Accident survenu à Apollon alors qu'il tentait de tirer deux automobiles à Vichy (La Culture physique, 15 juillet 1913).

Apollon serait également le premier homme à avoir épaulé et jeté l’essieu d’Apollon, une énorme barre de plus de 48 mm de diamètre, munie de deux roues de wagon de chemin de fer et pesant 166,5 kg. Cette performance sera contestée plus tard par Jean Dame qui fut manager de Charles Rigoulot, avant d’être l’un des grands dirigeants français de l’haltérophilie.
Il est ami d'Edmond Desbonnet, lequel le considère comme son protégé. En 1904, sa mère meurt.
En 1913, lors d'une représentation à Vichy au cours de laquelle il retient deux voitures, il est sévèrement blessé.
Il est acteur pour le cinéma, notamment dans Mare Nostrum (1926) de Rex Ingram.
Louis Uni habite au 1er de la Rue de Paris, à Évreux. Il est mort à son domicile le 19 octobre 1928.

## Postérité
- Un boulevard porte son nom à Marsillargues.